# اچ‌ام‌سی‌اس سنت جان (کی۴۵۶)
اچ‌ام‌سی‌اس سنت جان (کی۴۵۶) (به انگلیسی: HMCS Saint John (K456)) یک کشتی بود که طول آن ۲۸۳ فوت (۸۶٫۲۶ متر) بود. این کشتی در سال ۱۹۴۳ ساخته شد.